# Mediteve
Mediteve var en TV-kanal startad av TV4 AB år 2002. Kanalen var speciell i avseendet att den satsade på kommunikation med tittarna. Kanalens namn var en kombination av orden med-i-teve.

## Historia
Kanalen startade sina sändningar den 19 april 2002. De första åren visade kanalen bara en ständigt rullande chat. Samtidigt visades TV4:s vanliga program i en mindre ruta. Konceptet hade utvecklats i samarbete med produktionsbolaget Namni.
Våren 2003 startades två program i kanalen, ett chatprogram och ett program som visade musikvideor.
Våren 2004 utvecklades kanalen ytterligare och började visa ett dagligt programblock från 16.00 till efter midnatt från en egen nybyggd studio. Flera nya program startades. Man började dessutom visa trailers för kanalens program i TV4 i större utsträckning.
Inte långt efter starten skakades kanalen av en skandal efter att rasistiska inlägg hade släppts igenom och visats i chatten. Detta ledde till att TV4:s programdirektör Eva Swartz fälldes för hets mot folkgrupp.
I januari 2005 upphörde kanalen och ersattes av TV400. Den kanalen ersattes i sin tur av TV11 år 2011 och kanalen såldes år 2013 till Discovery Networks Sweden, som döpte om den till Kanal 11 och fortfarande driver den.